# Elecciones presidenciales de Guatemala de agosto de 1920
Las elecciones presidenciales se celebraron en Guatemala el 27 de agosto de 1920. El resultado fue una victoria para Carlos Herrera y Luna, que recibió el 95% de los votos.

## Resultados
| Candidatos                | Partido                                                     | Votos   | %     |
| ------------------------- | ----------------------------------------------------------- | ------- | ----- |
| Carlos Herrera y Luna     | Partido Unionista-Partido Democrático                       | 246.976 | 94.59 |
| José León Castillo        | Partido Republicano                                         | 7.948   | 3.04  |
| Francisco Fuentes         | Partido Republicano del Este-Partido Constitucional Liberal | 5.983   | 2.29  |
| 53 otros candidatos       | 53 otros candidatos                                         | 204     | 0.08  |
| Inválidos/votos en blanco | Inválidos/votos en blanco                                   |         | -     |
| Total                     | Total                                                       | 261.111 | 100   |

- Datos: Q21564111